# Eumenes janseii
Eumenes janseii är en stekelart som beskrevs av Cameron 1910. Eumenes janseii ingår i släktet krukmakargetingar, och familjen Eumenidae. Inga underarter finns listade i Catalogue of Life.